# Hendrikus Hubertus à Campo
Hendrikus Hubertus à Campo (Hulsberg, 9 februari 1840 - 1914) was een Nederlandse burgemeester. 
Hij was burgemeester van de gemeente Hulsberg van juli 1878 tot en met 19 juni 1910. Bij Koninklijk Besluit werd hij in september 1878 ook benoemd tot secretaris van Hulsberg. À Campo volgde als burgemeester zijn vader op en gaf de functie door aan zijn zoon. De drie generaties À Campo waren tezamen 66 jaar achter elkaar burgemeester van de Limburgse gemeente.
Hij huwde met Maria Catharina van Oppen en hertrouwde met Maria Theresia Heutsch (1841-1874). 